# Anthology (album, Obituary)
Anthology (česky Antologie) je kompilační album americké death metalové skupiny Obituary. Vydáno bylo v roce 2001 hudebním vydavatelstvím Roadrunner Records.

## Seznam skladeb
1. Find the Arise (demo) - 2:40
2. 'Til Death - 3:56
3. Internal Bleeding - 3:02
4. Intoxicated - 4:41
5. Slowly We Rot - 3:38
6. Cause of Death - 6:31
7. Dying - 4:32
8. Chopped in Half - 3:45
9. Turned Inside Out - 5:11
10. Back to One - 3:43
11. The End Complete - 4:04
12. Im in Pain - 4:04
13. Kill for Me - 2:57
14. Final Thoughts - 4:11
15. Dont Care - 3:12
16. Threatening Skies - 2:19
17. By the Light - 2:56
18. Back from the Dead - 4:59
19. Buried Alive - 3:34
20. Boiling Point (212in Sporadic Mix) - 3:42